# Droiturier
Droiturier (okzitanisch Dreturier) ist eine französische Gemeinde mit 367 Einwohnern (Stand: 1. Januar 2022) im Département Allier in der Region Auvergne-Rhône-Alpes (bis 2015 Auvergne). Sie gehört zum Arrondissement Vichy und zum Kanton Lapalisse. 

## Geographie
Droiturier liegt etwa 27 Kilometer ostnordöstlich von Vichy. Das Gemeindegebiet wird vom Bach Andan durchquert, an dem sich hier zwei Sehenswürdigkeiten befinden.
Die Nachbargemeinden von Droiturier sind Barrais-Bussolles im Norden, Andelaroche im Osten und Nordosten, Saint-Pierre-Laval im Osten und Südosten, Châtelus im Süden und Osten, Le Breuil im Süden und Südwesten sowie Saint-Prix im Westen.
Durch die Gemeinde führt die Route nationale 7.

## Bevölkerungsentwicklung
| Jahr                       | 1962 | 1968 | 1975 | 1982 | 1990 | 1999 | 2006 | 2011 | 2016 | 2019 |
| Einwohner                  | 453  | 434  | 392  | 395  | 433  | 385  | 339  | 360  | 325  | 357  |
| Quellen: Cassini und INSEE |      |      |      |      |      |      |      |      |      |      |

## Sehenswürdigkeiten
Siehe auch: Liste der Monuments historiques in Droiturier
- Stiftskirche Saint-Nicolas, seit 1935 Monument historique
- romanische Brücke über den Andan, seit 1984 Monument historique
- Talbrücke aus dem 18. Jahrhundert über den Andan, seit 1978 Monument historique

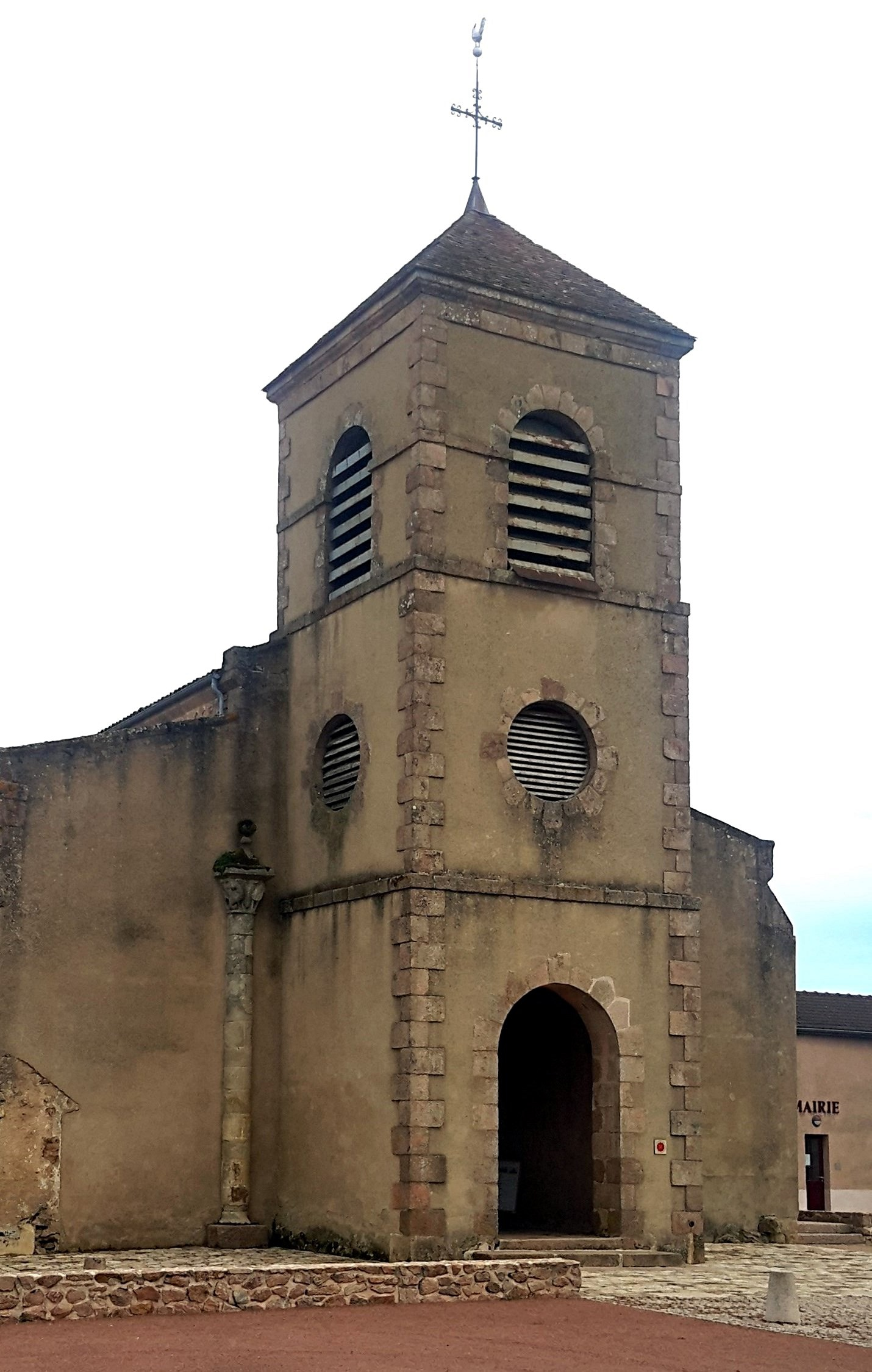
Stiftskirche Saint-Nicolas
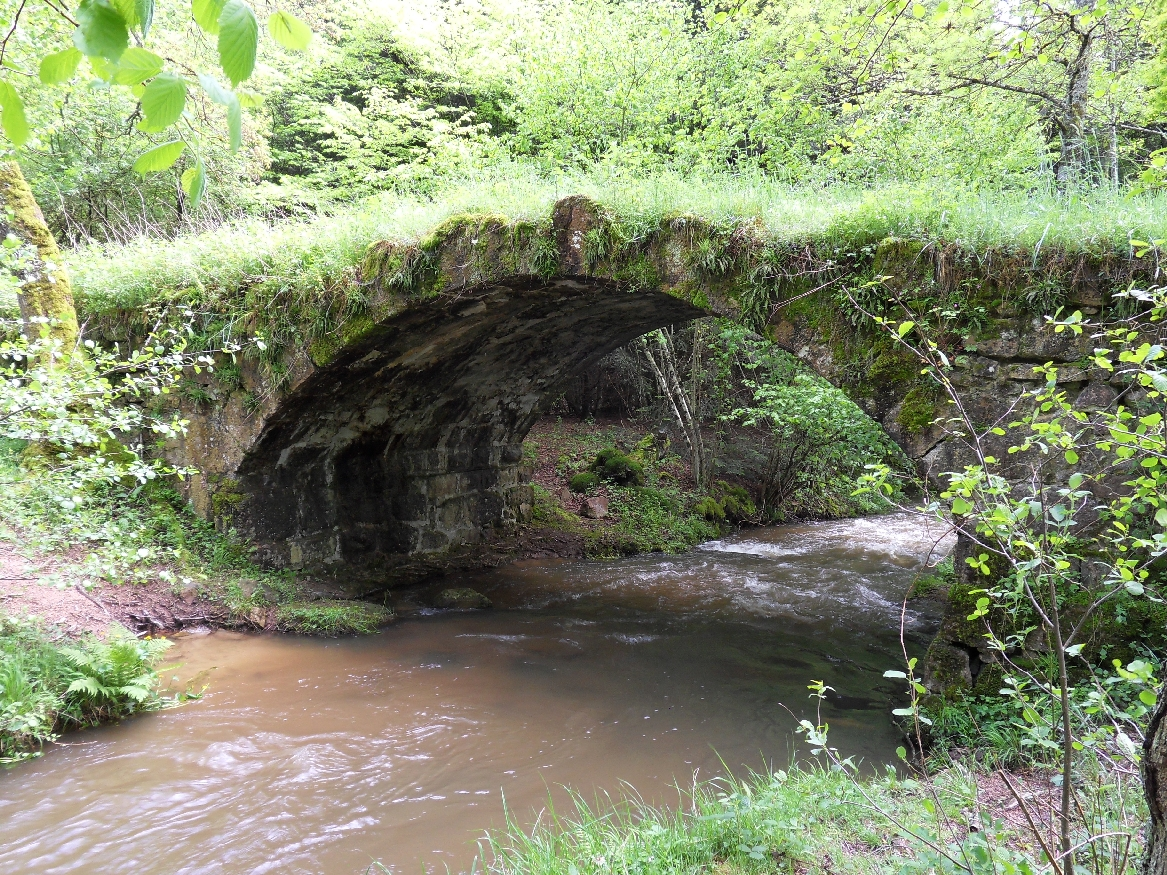
Romanische Brücke
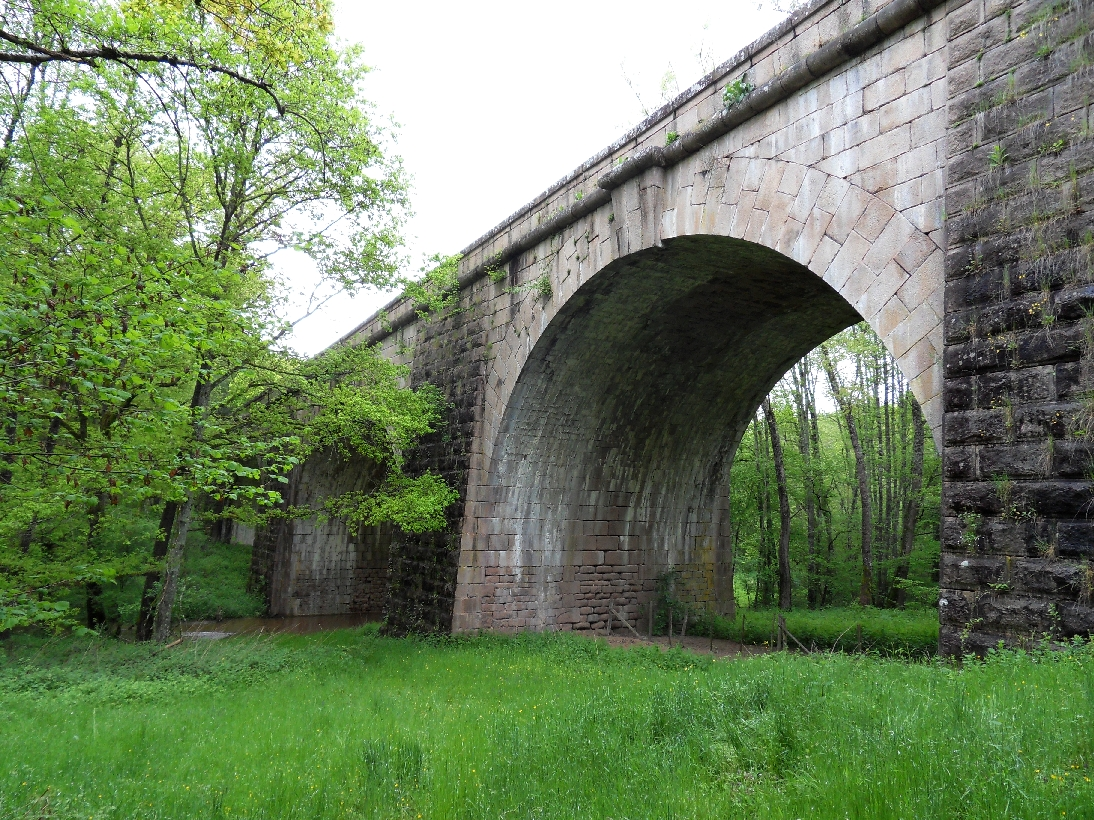
Talbrücke